# Mischocyttarus metathoracicus
Mischocyttarus metathoracicus är en getingart som först beskrevs av Henri Saussure 1854.  Mischocyttarus metathoracicus ingår i släktet Mischocyttarus och familjen getingar. Inga underarter finns listade i Catalogue of Life.